# Danh sách tiểu hành tinh: 11101–11200
| Tên                    | Tên đầu tiên | Ngày phát hiện       | Nơi phát hiện                      | Người phát hiện                                  |
| ---------------------- | ------------ | -------------------- | ---------------------------------- | ------------------------------------------------ |
| 11101 Českáfilharmonie | 1995 SH      | 17 tháng 9 năm 1995  | Ondřejov                           | L. Šarounová                                     |
| 11102 Bertorighini     | 1995 SZ4     | 16 tháng 9 năm 1995  | San Marcello                       | L. Tesi                                          |
| 11103 Miekerouppe      | 1995 SX19    | 18 tháng 9 năm 1995  | Kitt Peak                          | Spacewatch                                       |
| 11104 Airion           | 1995 TQ      | 6 tháng 10 năm 1995  | AMOS                               | AMOS                                             |
| 11105 Puchnarová       | 1995 UR2     | 24 tháng 10 năm 1995 | Kleť                               | J. Tichá                                         |
| 11106 -                | 1995 UK3     | 17 tháng 10 năm 1995 | Nachi-Katsuura                     | Y. Shimizu, T. Urata                             |
| 11107 Hakkoda          | 1995 UU4     | 25 tháng 10 năm 1995 | Oizumi                             | T. Kobayashi                                     |
| 11108 Hachimantai      | 1995 UJ6     | 27 tháng 10 năm 1995 | Oizumi                             | T. Kobayashi                                     |
| 11109 Iwatesan         | 1995 UG8     | 27 tháng 10 năm 1995 | Oizumi                             | T. Kobayashi                                     |
| 11110 -                | 1995 VT1     | 2 tháng 11 năm 1995  | Kiyosato                           | S. Otomo                                         |
| 11111 Repunit          | 1995 WL      | 16 tháng 11 năm 1995 | Oizumi                             | T. Kobayashi                                     |
| 11112 Cagnoli          | 1995 WM2     | 18 tháng 11 năm 1995 | Dossobuono                         | Madonna di Dossobuono                            |
| 11113 -                | 1995 WW3     | 18 tháng 11 năm 1995 | Nachi-Katsuura                     | Y. Shimizu, T. Urata                             |
| 11114 -                | 1995 WV5     | 16 tháng 11 năm 1995 | Chichibu                           | N. Sato, T. Urata                                |
| 11115 Kariya           | 1995 WC7     | 21 tháng 11 năm 1995 | Kuma Kogen                         | A. Nakamura                                      |
| 11116 -                | 1996 EK      | 10 tháng 3 năm 1996  | Kushiro                            | S. Ueda, H. Kaneda                               |
| 11117 -                | 1996 LP1     | 14 tháng 6 năm 1996  | Farra d'Isonzo                     | Farra d'Isonzo                                   |
| 11118 Modra            | 1996 PK      | 9 tháng 8 năm 1996   | Modra                              | A. Galád, D. Kalmančok                           |
| 11119 Taro             | 1996 PS9     | 9 tháng 8 năm 1996   | Nanyo                              | T. Okuni                                         |
| 11120 Pancaldi         | 1996 QD1     | 17 tháng 8 năm 1996  | Bologna                            | Osservatorio San Vittore                         |
| 11121 Malpighi         | 1996 RD1     | 10 tháng 9 năm 1996  | Pianoro                            | V. Goretti                                       |
| 11122 Eliscolombini    | 1996 RQ2     | 13 tháng 9 năm 1996  | Bologna                            | Osservatorio San Vittore                         |
| 11123 Aliciaclaire     | 1996 RT24    | 8 tháng 9 năm 1996   | Haleakala                          | NEAT                                             |
| 11124 Mikulášek        | 1996 TR9     | 14 tháng 10 năm 1996 | Kleť                               | M. Tichý, Z. Moravec                             |
| 11125 -                | 1996 TL10    | 9 tháng 10 năm 1996  | Kushiro                            | S. Ueda, H. Kaneda                               |
| 11126 Doleček          | 1996 TC15    | 15 tháng 10 năm 1996 | Ondřejov                           | P. Pravec                                        |
| 11127 Hagi             | 1996 UH1     | 20 tháng 10 năm 1996 | Sendai                             | K. Cross                                         |
| 11128 Ostravia         | 1996 VP      | 3 tháng 11 năm 1996  | Kleť                               | J. Tichá, M. Tichý                               |
| 11129 Hayachine        | 1996 VS5     | 14 tháng 11 năm 1996 | Oizumi                             | T. Kobayashi                                     |
| 11130 -                | 1996 VA30    | 7 tháng 11 năm 1996  | Kushiro                            | S. Ueda, H. Kaneda                               |
| 11131 -                | 1996 VO30    | 7 tháng 11 năm 1996  | Kushiro                            | S. Ueda, H. Kaneda                               |
| 11132 Horne            | 1996 WU      | 17 tháng 11 năm 1996 | Sudbury                            | D. di Cicco                                      |
| 11133 Kumotori         | 1996 XY      | 2 tháng 12 năm 1996  | Oizumi                             | T. Kobayashi                                     |
| 11134 České Budějovice | 1996 XO2     | 4 tháng 12 năm 1996  | Kleť                               | M. Tichý, Z. Moravec                             |
| 11135 Ryokami          | 1996 XF3     | 3 tháng 12 năm 1996  | Oizumi                             | T. Kobayashi                                     |
| 11136 Shirleymarinus   | 1996 XW12    | 8 tháng 12 năm 1996  | Kitt Peak                          | Spacewatch                                       |
| 11137 Yarigatake       | 1996 XE19    | 8 tháng 12 năm 1996  | Oizumi                             | T. Kobayashi                                     |
| 11138 Hotakadake       | 1996 XC31    | 14 tháng 12 năm 1996 | Oizumi                             | T. Kobayashi                                     |
| 11139 -                | 1996 YF2     | 22 tháng 12 năm 1996 | Xinglong                           | Chương trình tiểu hành tinh Bắc Kinh Schmidt CCD |
| 11140 Yakedake         | 1997 AP1     | 2 tháng 1 năm 1997   | Oizumi                             | T. Kobayashi                                     |
| 11141 Jindrawalter     | 1997 AX14    | 12 tháng 1 năm 1997  | Kleť                               | J. Tichá, M. Tichý                               |
| 11142 Facchini         | 1997 AP17    | 7 tháng 1 năm 1997   | Colleverde                         | V. S. Casulli                                    |
| 11143 -                | 1997 BF7     | 28 tháng 1 năm 1997  | Xinglong                           | Chương trình tiểu hành tinh Bắc Kinh Schmidt CCD |
| 11144 Radiocommunicata | 1997 CR1     | 2 tháng 2 năm 1997   | Kleť                               | J. Tichá, M. Tichý                               |
| 11145 Emanuelli        | 1997 QH1     | 29 tháng 8 năm 1997  | Sormano                            | P. Sicoli, P. Chiavenna                          |
| 11146 Kirigamine       | 1997 WD3     | 23 tháng 11 năm 1997 | Oizumi                             | T. Kobayashi                                     |
| 11147 Delmas           | 1997 XT5     | 6 tháng 12 năm 1997  | Bédoin                             | P. Antonini                                      |
| 11148 Einhardress      | 1997 XO8     | 7 tháng 12 năm 1997  | Caussols                           | ODAS                                             |
| 11149 Tateshina        | 1997 XZ9     | 5 tháng 12 năm 1997  | Oizumi                             | T. Kobayashi                                     |
| 11150 Bragg            | 1997 YG1     | 21 tháng 12 năm 1997 | Woomera                            | F. B. Zoltowski                                  |
| 11151 Oodaigahara      | 1997 YZ2     | 24 tháng 12 năm 1997 | Oizumi                             | T. Kobayashi                                     |
| 11152 Oomine           | 1997 YH5     | 25 tháng 12 năm 1997 | Oizumi                             | T. Kobayashi                                     |
| 11153 -                | 1997 YB10    | 25 tháng 12 năm 1997 | Gekko                              | T. Kagawa, T. Urata                              |
| 11154 Kobushi          | 1997 YD10    | 28 tháng 12 năm 1997 | Oizumi                             | T. Kobayashi                                     |
| 11155 Kinpu            | 1997 YW13    | 31 tháng 12 năm 1997 | Oizumi                             | T. Kobayashi                                     |
| 11156 Al-Khwarismi     | 1997 YP14    | 31 tháng 12 năm 1997 | Prescott                           | P. G. Comba                                      |
| 11157 -                | 1998 AJ      | 2 tháng 1 năm 1998   | Nachi-Katsuura                     | Y. Shimizu, T. Urata                             |
| 11158 Cirou            | 1998 AJ6     | 8 tháng 1 năm 1998   | Caussols                           | ODAS                                             |
| 11159 Mizugaki         | 1998 BH1     | 19 tháng 1 năm 1998  | Oizumi                             | T. Kobayashi                                     |
| 11160 -                | 1998 BH7     | 24 tháng 1 năm 1998  | Haleakala                          | NEAT                                             |
| 11161 Daibosatsu       | 1998 BA8     | 25 tháng 1 năm 1998  | Oizumi                             | T. Kobayashi                                     |
| 11162 -                | 1998 BG8     | 25 tháng 1 năm 1998  | Oizumi                             | T. Kobayashi                                     |
| 11163 Milešovka        | 1998 CR      | 4 tháng 2 năm 1998   | Kleť                               | Z. Moravec                                       |
| 11164 -                | 1998 DW2     | 17 tháng 2 năm 1998  | Xinglong                           | Chương trình tiểu hành tinh Bắc Kinh Schmidt CCD |
| 11165 -                | 1998 DE5     | 22 tháng 2 năm 1998  | Haleakala                          | NEAT                                             |
| 11166 Anatolefrance    | 1998 DF34    | 27 tháng 2 năm 1998  | La Silla                           | E. W. Elst                                       |
| 11167 Kunžak           | 1998 FD3     | 23 tháng 3 năm 1998  | Ondřejov                           | P. Pravec                                        |
| 11168 -                | 1998 FO15    | 21 tháng 3 năm 1998  | Kushiro                            | S. Ueda, H. Kaneda                               |
| 11169 Alkon            | 1998 FW33    | 20 tháng 3 năm 1998  | Socorro                            | LINEAR                                           |
| 11170 -                | 1998 FY34    | 20 tháng 3 năm 1998  | Socorro                            | LINEAR                                           |
| 11171 -                | 1998 FB42    | 20 tháng 3 năm 1998  | Socorro                            | LINEAR                                           |
| 11172 -                | 1998 FT54    | 20 tháng 3 năm 1998  | Socorro                            | LINEAR                                           |
| 11173 Jayanderson      | 1998 FA59    | 20 tháng 3 năm 1998  | Socorro                            | LINEAR                                           |
| 11174 Carandrews       | 1998 FR67    | 20 tháng 3 năm 1998  | Socorro                            | LINEAR                                           |
| 11175 -                | 1998 FY67    | 20 tháng 3 năm 1998  | Socorro                            | LINEAR                                           |
| 11176 Batth            | 1998 FD68    | 20 tháng 3 năm 1998  | Socorro                            | LINEAR                                           |
| 11177 -                | 1998 FH77    | 24 tháng 3 năm 1998  | Socorro                            | LINEAR                                           |
| 11178 -                | 1998 FR101   | 31 tháng 3 năm 1998  | Socorro                            | LINEAR                                           |
| 11179 -                | 1998 FB109   | 31 tháng 3 năm 1998  | Socorro                            | LINEAR                                           |
| 11180 -                | 1998 FU117   | 31 tháng 3 năm 1998  | Socorro                            | LINEAR                                           |
| 11181 -                | 1998 FG118   | 31 tháng 3 năm 1998  | Socorro                            | LINEAR                                           |
| 11182 -                | 1998 GM6     | 2 tháng 4 năm 1998   | Socorro                            | LINEAR                                           |
| 11183 -                | 1998 GB7     | 2 tháng 4 năm 1998   | Socorro                            | LINEAR                                           |
| 11184 Postma           | 1998 HJ9     | 18 tháng 4 năm 1998  | Kitt Peak                          | Spacewatch                                       |
| 11185 -                | 1998 HS100   | 21 tháng 4 năm 1998  | Socorro                            | LINEAR                                           |
| 11186 -                | 1998 HC120   | 23 tháng 4 năm 1998  | Socorro                            | LINEAR                                           |
| 11187 Richoliver       | 1998 KO4     | 22 tháng 5 năm 1998  | Anderson Mesa                      | LONEOS                                           |
| 11188 -                | 1998 KD50    | 23 tháng 5 năm 1998  | Socorro                            | LINEAR                                           |
| 11189 Rabeaton         | 1998 QQ43    | 17 tháng 8 năm 1998  | Socorro                            | LINEAR                                           |
| 11190 Jennibell        | 1998 RM52    | 14 tháng 9 năm 1998  | Socorro                            | LINEAR                                           |
| 11191 Paskvić          | 1998 XW16    | 15 tháng 12 năm 1998 | Đài thiên văn Zvjezdarnica Višnjan | K. Korlević                                      |
| 11192 -                | 1998 XX49    | 14 tháng 12 năm 1998 | Socorro                            | LINEAR                                           |
| 11193 Mérida           | 1998 XN96    | 11 tháng 12 năm 1998 | Mérida                             | O. A. Naranjo                                    |
| 11194 Mirna            | 1998 YE      | 16 tháng 12 năm 1998 | Đài thiên văn Zvjezdarnica Višnjan | K. Korlević                                      |
| 11195 Woomera          | 1999 AY22    | 15 tháng 1 năm 1999  | Woomera                            | F. B. Zoltowski                                  |
| 11196 Michanikos       | 1999 BO9     | 22 tháng 1 năm 1999  | Reedy Creek                        | J. Broughton                                     |
| 11197 Beranek          | 1999 CY25    | 10 tháng 2 năm 1999  | Socorro                            | LINEAR                                           |
| 11198 -                | 1999 CV40    | 10 tháng 2 năm 1999  | Socorro                            | LINEAR                                           |
| 11199 -                | 1999 CC82    | 12 tháng 2 năm 1999  | Socorro                            | LINEAR                                           |
| 11200 -                | 1999 CV121   | 11 tháng 2 năm 1999  | Socorro                            | LINEAR                                           |